# H46 (Armenien)

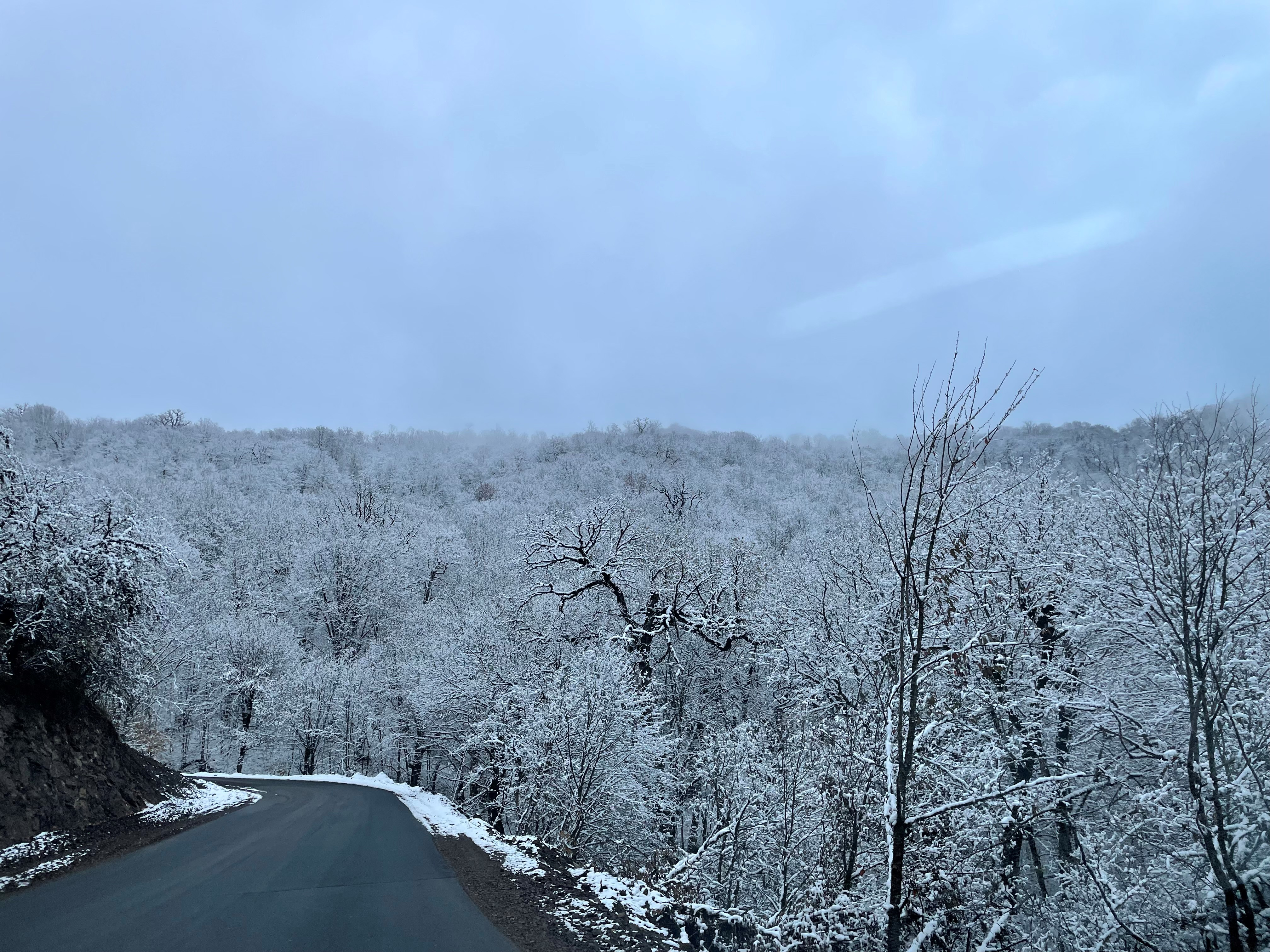
Die H46 bei Tandsawer

Die H46 (armenisch: Հ46) ist eine Straße mit regionaler Bedeutung in Armenien.
Sie zweigt etwa 7 Kilometer vor Goris von der Hauptstraße M2 ab und führt über eine Länge von 67 Kilometern über Tatew und Tandsawer bis nach Kapan.
Die H46 ist seit der Sperrung des Teilstücks der M2 zwischen Goris und Kapan im November 2021 die einzige Transitroute für Fracht aus dem Iran nach Jerewan und die einzige Verbindung für den Personenverkehr zwischen dem südlichen Teil der Provinz Sjunik und dem Rest des Landes.

## Geschichte
Die Straße, insbesondere der Abschnitt zwischen Tatew und Kapan, befand sich über Jahrzehnte hinweg in einem schlechten Zustand, und wurde wenig genutzt.
Mit dem Ende des Kriegs um Bergkarabach 2020 und dem damit verbundenen neuen Grenzverlauf zwischen Armenien und Aserbaidschan gewann die Straße erneut an Bedeutung und wurde ausgebaut und asphaltiert.
Durch den Ausbau einer zusätzlichen Verbindungsstraße zwischen Sissian und Tatew soll der Frachtverkehr zwischen dem Iran und Jerewan weiter vereinfacht werden. Die Verbindungsstraße soll bis zum Sommer 2023 fertiggebaut sein.

## Orte an der Straße

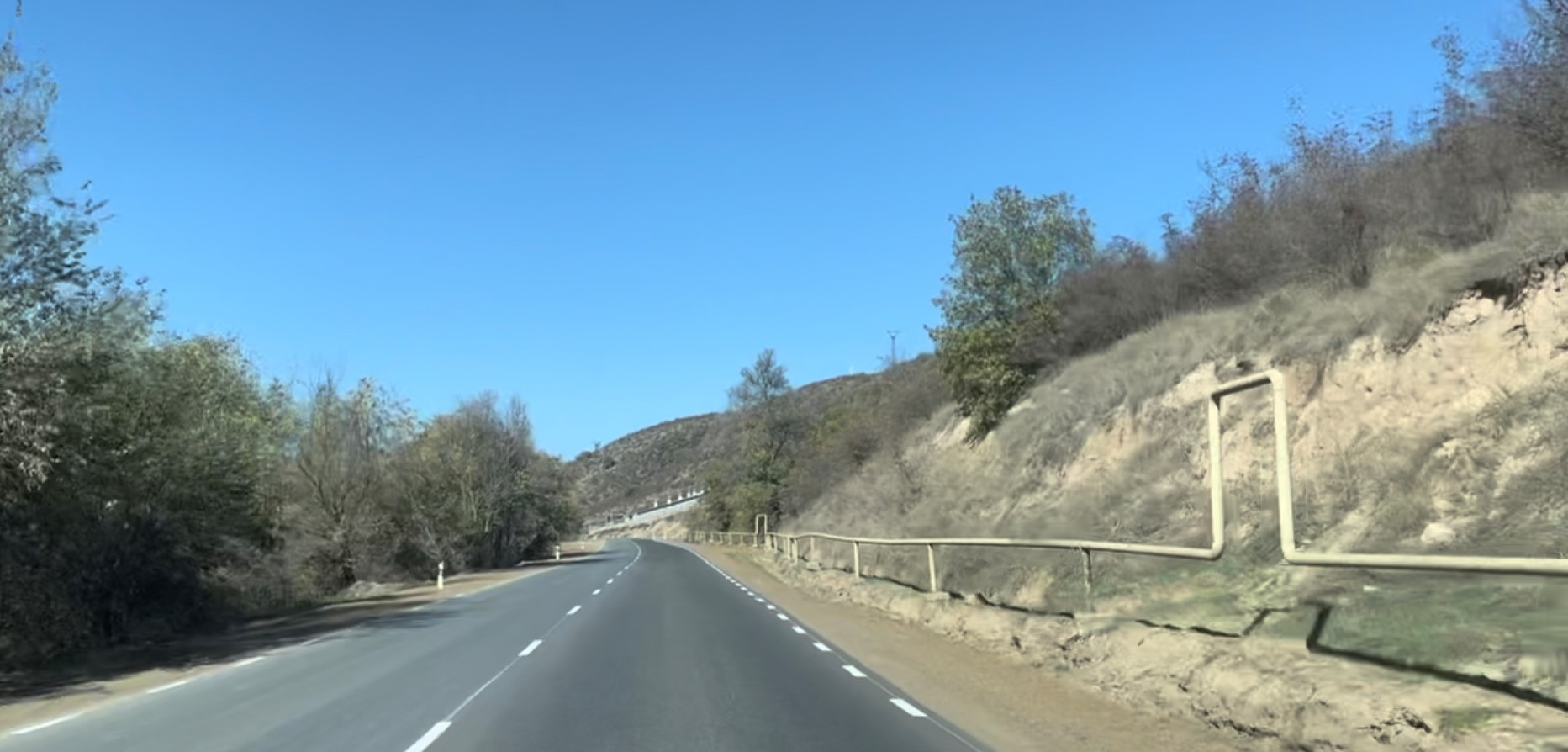
Die H46 bei Kapan

- Schinuhajr
- Halidsor
- Tatew
- Aghwani
- Tandsawer
- Verin Khotanan
- Noraschenik
- Sjunik
- Kapan